# NGC 7006
NGC 7006 (również GCL 119) – zwarta gromada kulista znajdująca się w gwiazdozbiorze Delfina. Została odkryta 21 sierpnia 1784 roku przez Williama Herschela. Jest położona w odległości ok. 134,4 tys. lat świetlnych od Słońca oraz 125,6 tys. lat świetlnych od centrum Galaktyki.
Gromada NGC 7006 znajduje się na obrzeżach Galaktyki, w jej galaktycznym halo. Ma ona bardzo wydłużoną orbitę, co może oznaczać, że powstała poza Drogą Mleczną, a dopiero później została przechwycona przez naszą Galaktykę. Ze względu na swoją stosunkowo dużą odległość (znajduje się ona pięć razy dalej niż odległość Słońca od centrum Galaktyki) NGC 7006 jest często pomijana w obserwacjach amatorskich.